# Vinton (Texas)
Vinton es una villa ubicada en el condado de El Paso en el estado estadounidense de Texas. En el Censo de 2010 tenía una población de 1971 habitantes y una densidad poblacional de 304,65 personas por km².

## Geografía
Vinton se encuentra ubicada en las coordenadas 31°57′36″N 106°35′41″O / 31.96000, -106.59472. Según la Oficina del Censo de los Estados Unidos, Vinton tiene una superficie total de 6.47 km², de la cual 6.47 km² corresponden a tierra firme y (0%) 0 km² es agua.

## Demografía
Según el censo de 2010, había 1971 personas residiendo en Vinton. La densidad de población era de 304,65 hab./km². De los 1971 habitantes, Vinton estaba compuesto por el 86.35% blancos, el 0.61% eran afroamericanos, el 0.05% eran amerindios, el 0.1% eran asiáticos, el 0% eran isleños del Pacífico, el 11.21% eran de otras razas y el 1.67% pertenecían a dos o más razas. Del total de la población el 94.42% eran hispanos o latinos de cualquier raza.

## Educación
El Distrito Escolar Independiente de Canutillo gestiona escuelas públicas.